# Emil Mörsch
Emil Mörsch (Reutlingen, 30 de abril de 1872 – Weilimdorf, Stuttgart, 29 de dezembro de 1950) foi um engenheiro civil alemão, conhecido por seu trabalho sobre concreto armado.

## Medalha Emil Mörsch
Detentores da Medalha Emil Mörsch:
- 1938 Emil Mörsch
- 1939 Fritz Todt
- 1940 Franz Dischinger
- 1941 Otto Graf
- 1942 Friedrich Ignaz von Emperger
- 1943 Leopold Ellerbeck
- 1944 Karl Schaechterle
- 1949 Walter Nakonz
- 1950 Willy Gehler
- 1951 Adolf Kleinlogel
- 1952 Bernhard Wedler
- 1953 Ulrich Finsterwalder
- 1954 Max Lütze
- 1955 Bruno Hampe
- 1956 Alfred Hummel
- 1957 Hubert Rüsch
- 1959 Eugène Freyssinet
- 1961 Ludwig Lenz
- 1963 Pier Luigi Nervi
- 1965 Hermann Bay
- 1967 Fritz Leonhardt
- 1969 Nicolas Esquillan
- 1971 Hans Minetti
- 1973 Kurt Walz
- 1975 Pieter Blokland
- 1977 Wolfgang Zerna
- 1979 Ben Clifford Gerwick
- 1981 Hans Wittfoht
- 1983 Karl Kordina
- 1985 Hanno Goffin
- 1987 Volker Hahn
- 1989 Franco Levi
- 1991 Herbert Kupfer
- 1993 René Walther
- 1995 Jörg Schlaich
- 1997 Hubert Karl Hilsdorf
- 1999 Josef Eibl
- 2001 Gert König
- 2003 Wieland Ramm
- 2005 Peter Schießl
- 2007 Theodor Baumann
- 2009 Konrad Zilch
- 2011 Holger Svensson
- 2013 Hans-Wolf Reinhardt
- 2015 Karl Morgen
- 2017 Jürgen Schnell
- 2019 Manfred Curbach

## Publicações
- Der Eisenbetonbau, seine Theorie und Anwendung. 1902
- Berechnung von eingespannten Gewölben. In: Schweizerische Bauzeitung, Band 47, Heft 7, vom 17. Februar 1906, S. 83–85, doi:10.5169/seals-26057 (PDF; 2,6 MB) und Heft 8 vom 24. Februar 1906, S. 89–91, doi:10.5169/seals-26058 (PDF; 2,7 MB)
- Le nouveau pont sur le Neckar près de Heilbronn. In: Construction et Travaux Publics, September 1933
- Les prescriptions officielles et les règlements pour les constructions en béton armé en France et à l'Étranger. Allemagne. In: Travaux, Dezember 1935
- Brücken aus Stahlbeton und Spannbeton. 6. Ausgabe, Stuttgart, 1958